# حوذان شفاينفورتي
الحوذان الشفاينفورتي (باللاتينية: Ranunculus schweinfurthii) نوع نباتي يتبع جنس الحوذان من الفصيلة الحوذانية. سمي نسبة إلى عالم النبات الألماني يورغ أوغوست شفاينفورت.

## الموئل والانتشار
موطنه الأصلي بلاد الشام.